# Andrés Robles
Pour les articles homonymes, voir Robles.
Andrés Sebastián Robles Fuentes, né le 7 mai 1994 à Santiago, est un footballeur international chilien qui joue au poste de milieu défensif, ou défenseur central au Deportes Antofagasta.

## Carrière

### Les débuts au Chili
Il fait ses débuts professionnels avec le club des Santiago Wanderers en 2009.

### Atlético de Madrid
Après cinq années passées dans le championnat chilien, il rejoint en prêt (avec option d'achat) l'Atlético de Madrid B (l'équipe réserve de l'Atlético Madrid). 

### En selection
En 2013, il participe à la Coupe du monde des moins de 20 ans organisée en Turquie. Son équipe atteint le stade des quarts de finale en se faisant éliminer par le Ghana.

## Palmarès
- Coupe du Chili : 2017